# Johann Bernhard Basedow
Johann Bernhard Basedow (11. september 1724 — 25. juli 1790) var en tysk pædagog, grundlægger af filantropismen.

## Uddannelse
Faderen, en parykmager i Hamburg, opdrog ham så strengt, at drengen løb bort og gav sig i tjeneste hos en holstensk læge. Året efter vendte han dog hjem og besøgte gymnasiet i sin fødeby 1741—44. Efter at have studeret teologi og filosofi i Leipzig blev han 1749 huslærer på Burghorst i Holsten.
Mens han var her, tog han magistergraden i Kiel for en afhandling om en ny anskuelig metode for sprogundervisning, som han havde prøvet med sin elev.

## Karriere i Danmark
1753 blev han ansat af J.H.E. Bernstorff ved Sorø Akademi som professor i moral og de skønne videnskaber. Her kom han bl.a. i forbindelse med den danske oplysningsforfatter og Sorø-professor Jens Schielderup Sneedorff, hvis værker han oversatte til tysk. Sneedorff blev selv inspirereret af Basedows pædagogiske idéer.
Hans rationalistiske anskuelser, der både kom frem i hans forelæsninger og i hans Praktische Philosophie für alle Stände (1758), foranledigede, at han 1761 blev forflyttet til gymnasiet i Altona. Her udgav han en række populærfilosofiske og teologiske værker, der skaffede ham ry blandt tidens oplysningsvenner. Men da flere teologer tog til genmæle mod ham, og hans skrifter blev forbudte f.eks. i Hamburg og Lübeck, kunne Bernstorff ikke vedblivende holde sin hånd over ham. Han fik derfor afsked 1768, men vedblev at oppebære løn.

## Filantropisme
Fra nu af kastede han sig over en reform af opdragelsen i tilslutning til Rousseaus 1762 udgivne Émile og blev grundlægger af den såkaldte filantropiske skole i Tyskland. 1768 offentliggjorde Basedow Vorstellung an Menschenfreunde und vermögende Männer über Schulen, mit einem Plane eines Elementarbuchs der menschlichen Erkenntniss og påviste heri betydningen af, at al undervisning udgår fra sanselig anskuelse. Bogen vakte opsigt og førte til en brevveksling mellem Basedow og det pædagogisk interesserede publikum (Unterhaltungen mit Menschenfreunden (1768-69) og Vierteljährige Nachrichten vom Elementarwerk (1770-71). Desuden indkom der på Basedows opfordring store bidrag til Elementar-værket (alene i de tre første år 40000 kr) fra det halve Europa og de mest forskellige personer, såvel fyrster som private; thi alle ventede en genfødelse af menneskeslægten ved hjælp af en forbedret opdragelse. Deriblandt den senere kendte pædagogiske forfatter Joachim Heinrich Campe.
Som forløber for Elementarværket udkom 1770 Methodenbuch für Väter und Mutter der Familien und Völker, men hovedværket i 4 bind med 100 kobberstik blev først færdigt 1774. Det var en art encyklopædi, der fra den mest elementære anskuelsesundervisning gennem kundskab til naturen og menneskelivet førte til moral og religion. Basedow ville gøre Elementarværket til det 18. århundredes Orbis pictus; men det lykkedes ikke, og uagtet bogen blev oversat på flere sprog, brugtes den ikke meget ved undervisningen.
Imidlertid havde fyrst Franz Leopold Friedrich af Anhalt-Dessau 1771 indkaldt Basedow og givet ham en anselig årlig løn for at forbedre skolevæsenet i Dessau. Her oprettede han en mønsterskole, der skulle virkeliggøre hans pædagogiske grundsætninger ved at give en naturmæssig opdragelse og en almenmenneskelig dannelse uden hensyn til nationalitet og konfession. Dette Philantropinum, der åbnedes 1774, gav stødet til oprettelse af flere lignende anstalter i Tyskland og Schweiz. Også Danmark fik et Filantropin i Bernstorffsminde ved Brahetrolleborg.

## Sidste tid og eftermæle
I Philantropisches Archiw gav Basedow meddelelser om anstalten og pralede af sine pædagogiske underværker. Men ved den første eksamen 1776, til hvilken der var udgået markskrigerske indbydelser over hele Europa, viste det sig, at Filantropinet lige så lidt som Elementarværket svarede til de overdrevne forventninger. Basedows umedgørlighed indviklede ham i strid med hans medarbejdere, af hvilke Christian Hinrich Wolke især var en dygtighed, og i sin ustadighed opgav han 1776 bestyrelsen af Filantropinet og privatiserede i Dessau, men flakkede også om til Leipzig, Halle og Magdeburg, dels som lærer og dels som udgiver af en ny række skrifter om tidens teologiske spørgsmål. Han døde i Magdeburg med disse karakteristiske ord: "Ich will seciret sein zum Besten meiner Mitmenschen".
Han var rigt begavet, levende interesseret for menneskehedens vel, omfattede sine planer med energi og begejstring og fremsatte dem med en veltalenhed, der endog kunde betage mænd som Immanuel Kant og Johann Friedrich Oberlin. Men ved siden heraf var han forfængelig, stundesløs, i høj grad upoleret og uden moralsk holdning. Alligevel havde han en betydelig og i mange henseender gavnlig indflydelse på den pædagogiske udvikling. At hele undervisningen burde hvile på iagttagelse, udenadslæsningen indskrænkes, tugten være menneskelig og den legemlige opdragelse indtage sin berettigede plads, det blev ved Basedow bragt til almindelig erkendelse. Også paa danske skoleforhold fik han indflydelse både ved sine skrifter og ved flere af ham påvirkede mænd, som Friedrich Eberhard von Rochow, Levin Christian Sander og andre.